# Śnieg (film)
Śnieg (bośn. Snijeg) – film fabularny z roku 2008 w reżyserii Aidy Begić zrealizowany w koprodukcji kilku krajów: Bośni i Hercegowiny, Francji, Iranu i Niemiec.

## Opis fabuły
Debiut reżyserski Aidy Begić. Akcja filmu rozgrywa się we wsi Slavno (centralna Bośnia) jesienią 1997. Mieszka tam dwanaście osób, w tym dziesięć kobiet. Ich rodziny zginęły w czasie wojny, a ciał ich bliskich nie odnaleziono. Aby przetrwać, kobiety ze Slavna żyją w wyimaginowanym świecie, zbudowanym z marzeń i wspomnień. W swoich grach i zabawach wspominają ciągle nieżyjących krewnych.
Pierwszy śnieg, który zasypuje Slavno, stwarza zagrożenie, że wieś zostanie całkiem odizolowana od świata, a jej mieszkańcy nie będą mieli z czego żyć. Alma próbuje sprzedawać konfitury śliwkowe przygotowane przez kobiety, stojąc przy pobliskiej drodze.
Niespodziewanie w Slavnie pojawia się dwóch biznesmenów oferując mieszkańcom 70 tysięcy marek za opuszczenie wsi. Pomysł, aby opuścić wieś, budzi strach wśród jej mieszkańców.

## Nagrody
Na Fajr Film Festival w Teheranie film otrzymał dwie nagrody (dla filmu i dla reżyserki). Aida Begić została też nominowana w kategorii odkrycie roku w kolejnej edycji Europejskich Nagród Filmowych. Na Festiwalu Filmowym w Salonikach reżyserka filmu otrzymała nagrodę Woman & Equality. Na Festiwalu Filmowym w Reykjavíku film został wyróżniony Nagrodą Kościoła Islandii.
Film był oficjalnym kandydatem bośniackim do nagrody Amerykańskiej Akademii Filmowej w kategorii filmu nieanglojęzycznego, ale nie uzyskał nominacji. W 2008 film wyświetlano na Warszawskim Festiwalu Filmowym, gdzie był nominowany do jednej z nagród.

## Obsada
- Zana Marjanović jako Alma
- Jazna Bery jako Nadija
- Sadžica Šetić jako Jasmina
- Vesna Mašić jako Safija
- Emir Hadžihafizbegović jako Mehmed
- Irena Mulamuhić jako Nana
- Jelena Kordić jako Sabrina
- Jasmin Geljo jako Miro
- Dejan Spasić jako Marc
- Benjamin Đip jako Ali
- Alma Terzić jako Lejla
- Muhamed Hadzović jako Hamza
- Nejla Keskić jako Zehra
- Emina Mahmutagić jako Azra
- Mirna Ždralović jako Hana